# Code BBCH

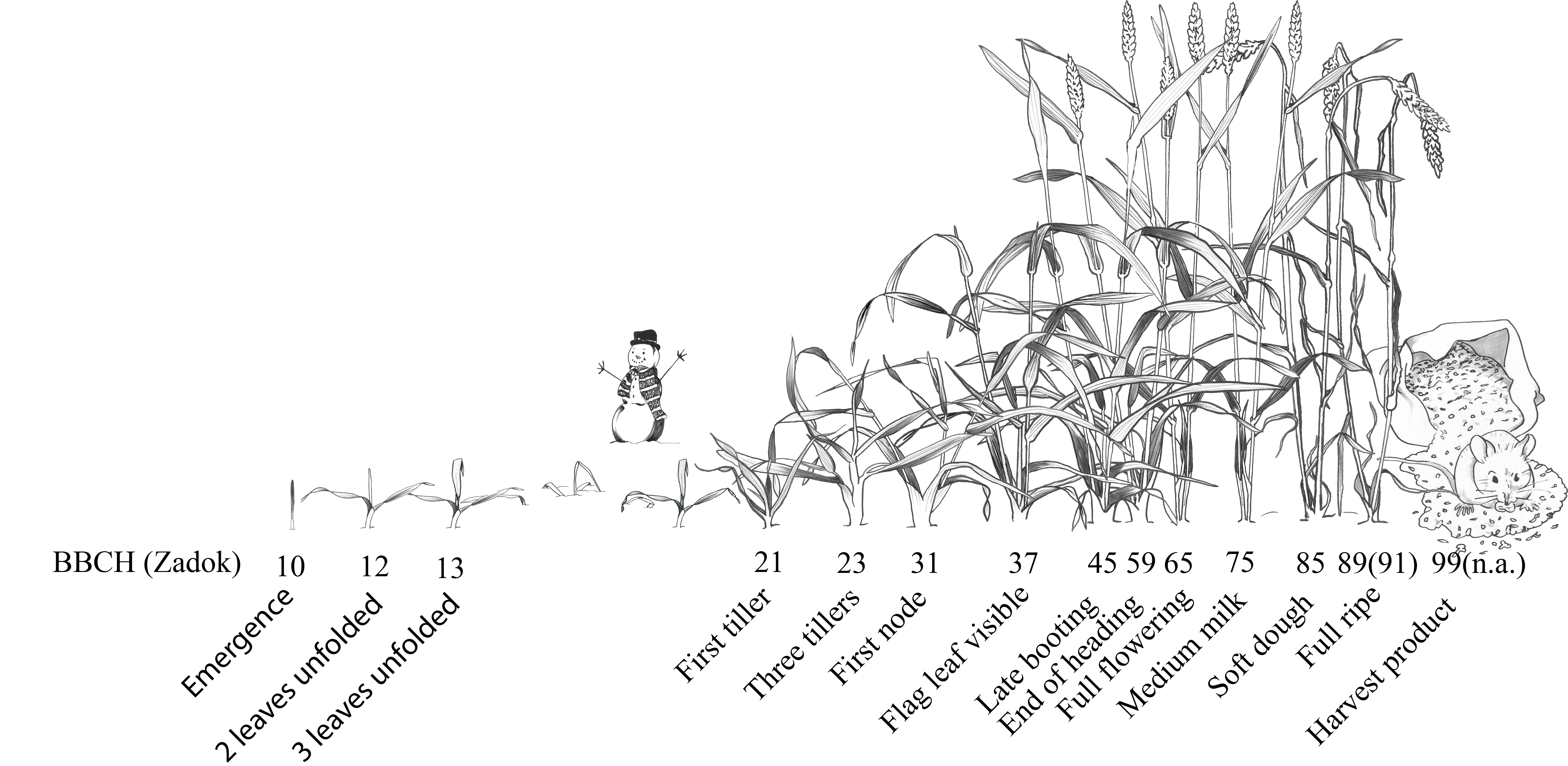
Échelle BBCH des céréales.

Le Code BBCH ou Échelle BBCH, est une échelle destinée à identifier les stades de développement phénologique d'une plante. Une série de codes BBCH a été mise au point pour une gamme de plantes cultivées.
Les stades de développement phénologiques des plantes sont utilisés dans de nombreuses disciplines (physiologie végétale, phytopathologie, entomologie et sélection végétale) ainsi qu'en agriculture (programmation des traitements pesticides, fertilisation, assurances agricoles). Le code BBCH emploie un système de code décimal, qui est subdivisé en stades de croissance principaux et secondaires. Il dérive du code mis au point pour les céréales par le phytopathologue néerlandais Jan C. Zadoks (nl).
Officiellement, l'abréviation BBCH dérive de l'expression allemande « Biologische Bundesanstalt, Bundessortenamt und CHemische Industrie ». Pour certains, elles représenterait les quatre groupes agrochimiques (Bayer, BASF, Ciba-Geigy, Hoechst) qui ont parrainé le développement initial du système.

## Les stades du code BBCH
- 00-09 : germination, développement des bourgeons
- 10-19 : développement des feuilles
- 20-29 : formation de pousses latérales, tallage
- 30-39 : développement des tiges, croissance des rosettes
- 40-49 : développement des organes de propagation végétative
- 50-59 : apparition de l'inflorescence, épiaison
- 60-69 : floraison
- 70-79 : fructification
- 80-89 : maturité des fruits et des graines
- 90-99 : sénescence et dormance